# Hipòlit (fill de Ròpal)
Hipòlit (en grec antic Ἱππόλυτος) va ser, segons la mitologia grega, un fill de Ròpal i net de Festos. Era rei de Sició, ja que va succeir Zeuxip, que havia regnat en lloc de Festos quan aquest es va exiliar a Creta.
Agamèmnon, rei de Micenes, va atacar Sició i va vèncer Hipòlit. Llavors el rei va acceptar ser súbdit d'Agamèmnon i pagar-li tribut. Segons el catàleg de les naus, a la Ilíada, Sició va enviar onze naus a la guerra de Troia, encapçalats per Agamèmnon, encara que es diu que a les naus no hi anaven habitants de Sició sinó tessalis.